# Enfermeras
Enfermeras est une telenovela colombienne diffusée du 23 octobre 2019 au 12 août 2022 sur RCN Televisión.

## Distribution
- Diana Hoyos : María Clara González
- Sebastián Carvajal : Carlos Pérez
- Viña Machado : Gloria Mayorga Moreno
- Julián Trujillo : Álvaro Rojas
- Lucho Velasco : Manuel Alberto Castro
- Nina Caicedo : Sol Angie Velásquez
- Federico Rivera : Héctor Rubiano "Coco"
- María Manuela Gómez : Valentina Duarte González
- Cristian Rojas : Camilo Duarte González
- María Cecilia Botero : Beatriz Ramírez

## Diffusion
- RCN Televisión (2019)
- Telemetro (2020)
- Canal 13 (2020)
- Azteca 7  (2022)

### Sources
- (es) Cet article est partiellement ou en totalité issu de l’article de Wikipédia en espagnol intitulé « Enfermeras » (voir la liste des auteurs).